# Сідонія Рубідо
Графиня Сідонія Рубідо Ердоді (хорв. Sidonija Erdődy Rubido), (нар. 7 лютого 1819 — пом. 17 лютого 1884) — хорватська оперна співачка (сопрано). Член іллірійського руху.

## Біографія
Сідонія народилась 7 лютого 1819 року у маєтку Развор у Загребі. Вона була донькою графа Драгутіна Ердоді та його дружини, француженки Генрієтти Гарбуваль і Шамар. Наступного дня новонароджену охрестив у загребському храмі Святого Марка парафіяльний священик Петар Хорватіч. Хрещеними батьками стали Александр Ердоді і Амалія Гарбуваль і Шамар. 

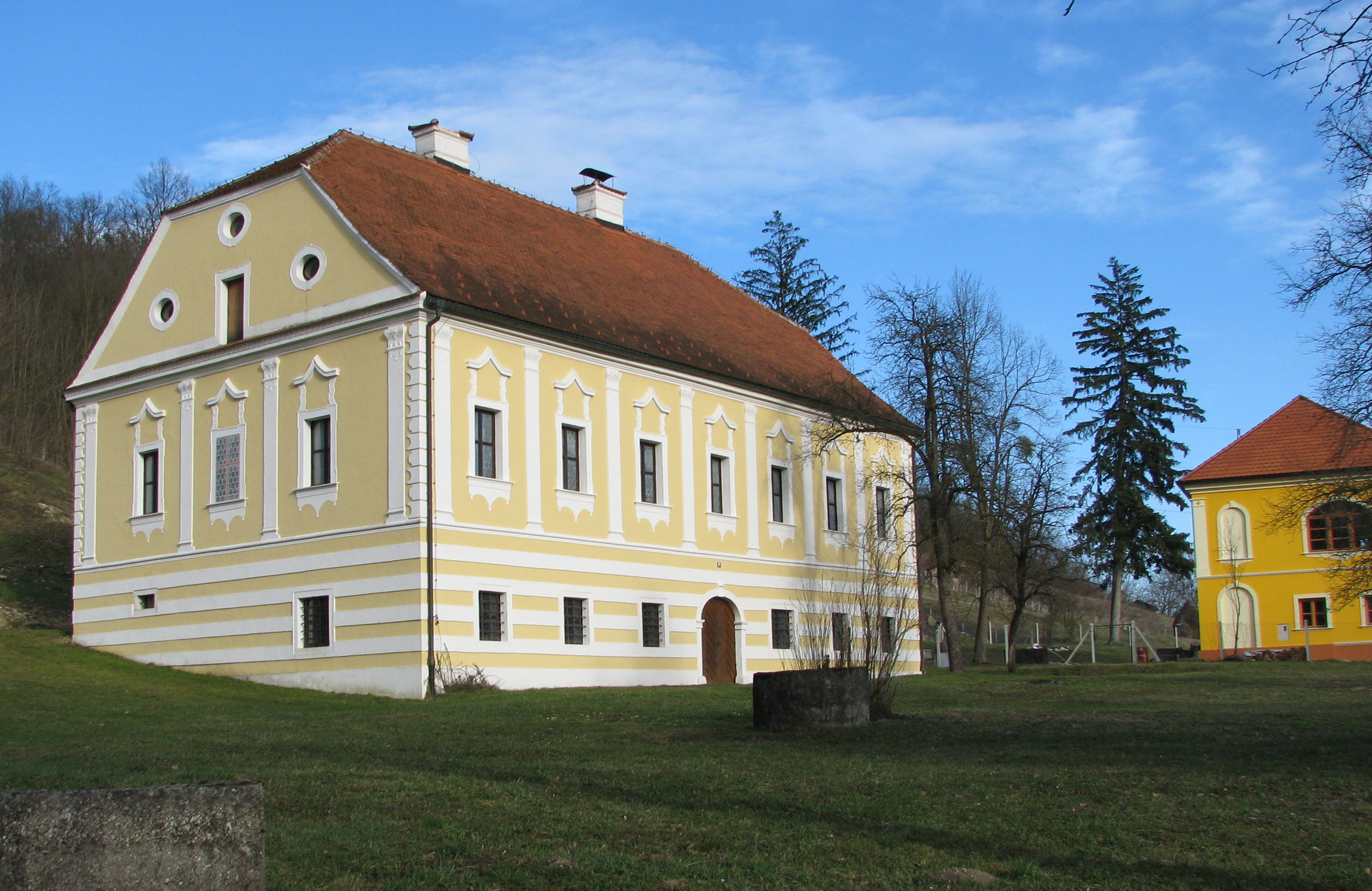
Маєток родини Ердоді в Разворі

Дівчинка мала двох братів Степана та Юрія й сестру Александріну. Родина мешкала у верхній частині міста. Також мали нерухомість у Вараждині. Дитинство Сідонія провела в Розворі поблизу Кумровця. Знала німецьку, французьку та латинську мови. Навчалася у початковій школі Гірної-Рієки. Перші уроки музики отримала від чеського подружжя Карліцьких: співачки німецького театру в Загребі Наннет Карліцької (альт) та Фердинанда Карліцького — першої скрипки загребської опери. Після прибуття до міста берлінської придворної оперної діви Еннес у 1834 році, батьки Сідонії поцікавились її думкою про голос доньки. Тій настільки сподобався спів дівчинки, що вона вирішила затриматися в маєтку Ердоді, щоб навчити юну слухачку азам мистецтва.
У ранньому віці Сідонія приєдналася до іллірійського руху. З усієї родини лише вона та брат Степан підтримували іллірійців. Інші члени сімейства були промадярські орієнтованими. У 1833 році Людевит Гай надіслав її батькові прохання дозволити доньці виступити на концерті музичного товариства філармонії. Драгутін дозволив, і Сідонія заспівала на виступі патріотичну пісню «Još Hrvatska ni propala», написану Ґаєм. До того часу на офіційних заходах хорватська мова не використовувалась. Дівчина мала великий успіх і стала музичною зіркою хорватського національного відродження.
Продовжила виступати з благодійними цілями. Так, у 1838 році на Народному великому концерті іллірійців виконувала музику з «Норми» Вінченцо Белліні.
У 1839—1841 роках мешкала із матір'ю у Відні. Відмовилася від запропонованого місця співачки у Віденській придворній опері. Згодом повернулася до Загребу, де продовжувала періодично виступати.
У 1843 році взяла шлюб із своїм палким прихильником Антоном Рубідо з Загрої, який був радником. Родина Рубідо походила з Кастилії, хорватська гілка відокремилася у першій половині XIX століття. Весілля відбулося у церкві Марії-Бистриці. У подружжя народилося двоє синів.  Шлюб виявився щасливим. Жило сімейство в своєму маєтку у Загребі.
В середині 1840-х років Сідонія Рубідо часто виступала з окремими аріями з майбутньої опери «Любов і злоба» на численних концертах, які проводились іллірійцями. 28 березня 1846 виконувала партію Любиці на прем'єрі опери «Любов і злоба», яка була першою поставленою на сцені хорватською оперою. Після цього співала її ще сім або вісім разів у тому ж році. Всі відмічали висоту та силу її голоса. Успіх був величезним і народив першу примадонну хорватської опери.
Сідонія Рубідо й надалі фінансово підтримувала іллірійський рух і ледве не наробила боргів.
Згодом припинила громадську діяльність через тиск з Відня. Разом із сестрою Александріною фінансувала заклад для безпритульних дітей.
У 1861—1965 роках була патроном музичного Хорватського інституту. 
Після смерті чоловіка у 1863 році переїхала до замку в Горнієй-Рієкі, який придбала у 1858-му. Мешкала там із сином Радославом, ведучи господарство та допомагаючи селянам з найближчих селищ. Підтримувала сільські школи, жертвувала гроші на відновлення парафіяльної церкви та замкової каплиці, регулярно відвідувала месу.
Померла 17 лютого 1884 року. Поховали її за чотири дні у сімейному склепі поруч з парафіяльною церквою Горнієй-Рієкі. Надгробок зберігся досьогодні.
Її син, на відміну від матері, був прихильником Куена-Хедерварі — політика, що проводив жорстку мадяризацію слов'янських країн у складі імперії. У 1898 році Радослав продав замок Сигізмунду Міцевському.
В наш час муніципалітет Горні-Рієка щорічно проводить «День Сідонії».